# Tavernay
Tavernay est une commune française située dans le département de Saône-et-Loire, en région Bourgogne-Franche-Comté.

## Géographie
La commune est traversée par la rivière le Ternin, qui passe en bordure du bourg.

### Géologie
La commune repose sur le gisement de schiste bitumineux d'Autun daté de l'Autunien (−299 et −282 millions d'années),,.

### Hameaux
Le hameau de la Comaille est plus important que le bourg. Les maisons de ce hameau sont alignées le long de la route qui relie Autun à Château-Chinon (Ville).

### Climat
Pour des articles plus généraux, voir Climat de la Bourgogne-Franche-Comté et Climat de Saône-et-Loire.
En 2010, le climat de la commune est de type climat océanique dégradé des plaines du Centre et du Nord, selon une étude du Centre national de la recherche scientifique s'appuyant sur une série de données couvrant la période 1971-2000. En 2020, Météo-France publie une typologie des climats de la France métropolitaine dans laquelle la commune est exposée à un climat océanique altéré et est dans la région climatique Lorraine, plateau de Langres, Morvan, caractérisée par un hiver rude (1,5 °C), des vents modérés et des brouillards fréquents en automne et hiver.
Pour la période 1971-2000, la température annuelle moyenne est de 10,7 °C, avec une amplitude thermique annuelle de 16,9 °C. Le cumul annuel moyen de précipitations est de 928 mm, avec 12 jours de précipitations en janvier et 7,8 jours en juillet. Pour la période 1991-2020, la température moyenne annuelle observée sur la station météorologique de Météo-France la plus proche, « Autun », sur la commune d'Autun à 9 km à vol d'oiseau, est de 10,7 °C et le cumul annuel moyen de précipitations est de 857,2 mm. 
La température maximale relevée sur cette station est de 40 °C, atteinte le 12 août 2003 ; la température minimale est de −18,3 °C, atteinte le 20 décembre 2009,,.
Les paramètres climatiques de la commune ont été estimés pour le milieu du siècle (2041-2070) selon différents scénarios d'émission de gaz à effet de serre à partir des nouvelles projections climatiques de référence DRIAS-2020. Ils sont consultables sur un site dédié publié par Météo-France en novembre 2022.

## Urbanisme

### Typologie
Au 1er janvier 2024, Tavernay est catégorisée commune rurale à habitat dispersé, selon la nouvelle grille communale de densité à sept niveaux définie par l'Insee en 2022.
Elle est située hors unité urbaine. Par ailleurs la commune fait partie de l'aire d'attraction d'Autun, dont elle est une commune de la couronne,. Cette aire, qui regroupe 42 communes, est catégorisée dans les aires de moins de 50 000 habitants,.

### Occupation des sols
L'occupation des sols de la commune, telle qu'elle ressort de la base de données européenne d’occupation biophysique des sols Corine Land Cover (CLC), est marquée par l'importance des territoires agricoles (74,6 % en 2018), une proportion identique à celle de 1990 (74,6 %). La répartition détaillée en 2018 est la suivante : prairies (60 %), forêts (24 %), zones agricoles hétérogènes (9,5 %), terres arables (5 %), zones urbanisées (1,4 %). L'évolution de l’occupation des sols de la commune et de ses infrastructures peut être observée sur les différentes représentations cartographiques du territoire : la carte de Cassini (XVIIIe siècle), la carte d'état-major (1820-1866) et les cartes ou photos aériennes de l'IGN pour la période actuelle (1950 à aujourd'hui).

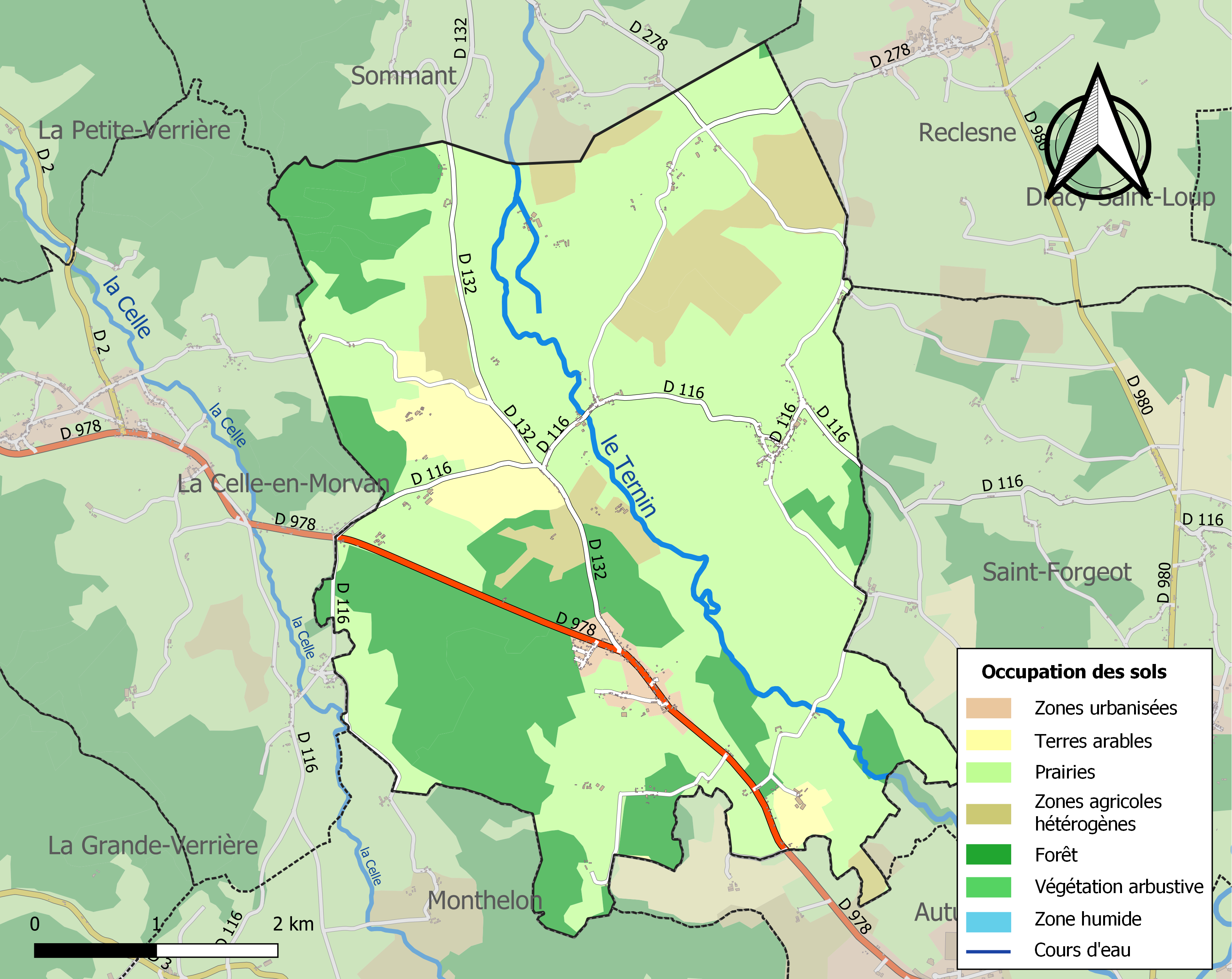
Carte des infrastructures et de l'occupation des sols de la commune en 2018 (CLC).

## Toponymie
Le Ternin, cours d'eau traversant la commune s'appelait autrefois Tavernay.

## Histoire

### Moyen Âge
C'est en avril 1164, que le pape Alexandre III, réfugié en France, confirme par une bulle, le patronage de la paroisse au bénéfice de l'abbaye Saint-Martin d'Autun : « Ecclesiam Tavernaco ».
Bâti en bordure du Ternin, le bourg de Tavernay a pris la place d'un important habitat gallo-romain. En 1311, Agnès de Magny, vend à Varolles des biens au profit de l'abbaye de Saint-Martin d'Autun.
Guillaume de Montholon fait aveu et dénombrement à Jean I de Marigny, abbé de l'abbaye Saint-Martin d'Autun, pour différentes possessions à Reclesne, Verrières, Sommant, et Tavernay.
Les causes d'appel de la cour du duc de Bourgogne, reconnaissent, en 1385 que l'abbaye de Saint-Martin d'Autun jouit pour cette terre de « La Comaille » depuis des temps anciens de haute, moyenne, et basse justice.
Un grand canal dérivait les eaux de la Celle à la hauteur de Polroy pour les amener dans l'Arroux 4 km en amont du confluent naturel, sous les murs d'Autun. On suit encore le tracé de ce canal à travers le territoire de la commune de Tavernay.

### Époque contemporaine
Le village connait une forte expansion à la fin du XIXe siècle et au début du XXe siècle, liée à l'exploitation de schistes bitumineux avec l'accord de plusieurs concessions minières. Cinq usines de schistes fonctionnent à Tavernay au XIXe siècle. Elles sont implantées au Poizot, au bois de La Revenue, au Pont Renault, à La Marbre et enfin, la grande usine, à proximité de La Comaille. Dans, cette dernière, jusqu'à 110 ouvriers ont travaillé, elle ferme définitivement en 1903. La plupart de mines usine restent en activité pendant une vingtaine ou une trentaine d'années au maximum. Les puits de charbon sont implantés à Chambois, à Saint-Romain (deux puits) et à Polroy et sont exploités au XIXe siècle,,.
Il y eut jusqu'à 1 000 habitants dans la commune. L'église Saint-Laurent, consacrée en 1872 en remplacement de l'ancienne, plus petite, est plus grande que les églises des villages voisins.
L'extension de la zone commerciale et industrielle à sa limite sud (sur le territoire de la commune d'Autun) est un atout pour Tavernay, qui voit sa population croître légèrement depuis 2006.

### Le Tacot du Morvan
À partir de 1900, la commune fut desservie par l'une des lignes du Tacot du Morvan : le chemin de fer d'Autun à Château-Chinon. Elle disposait d'une gare située au point kilométrique 6,532 de la ligne, au hameau de La Comaille, ainsi que d'un arrêt facultatif au hameau de Pré Charmoy. Le trafic voyageurs fut stoppé le 31 juillet 1931, remplacé par un service d'autocars. La ligne, fermée définitivement en 1936, fut démontée entièrement en 1939.

## Politique et administration
| Période                                  | Période        | Identité                          | Étiquette | Qualité |
| ---------------------------------------- | -------------- | --------------------------------- | --------- | ------- |
| 1793                                     |                | Brochot                           |           |         |
| septembre 1799                           | octobre 1802   | Jean Simon                        |           |         |
| novembre 1802                            | 1806           | François Dugon                    |           |         |
| 1806                                     | 1812           | Claude Pierre Pigenat             |           |         |
| janvier 1813                             | septembre 1813 | Claude Bernard Lhomme de Morcoux  |           |         |
| septembre 1813                           | mars 1815      | Jean Jacques Philibert Bureau     |           |         |
| mai 1815                                 | 1815           | Louis Brochot                     |           |         |
| 4 octobre 1815                           | 1829           | Louis Abord-Guenot                |           |         |
| 1829                                     | 1842           | Victor Rey                        |           |         |
| 1860                                     | 1870           | Simon-Pierre-Fernand Abord        |           |         |
| 10 septembre 1870                        | 18 mai 1884    | Raoul Abord                       |           |         |
| 1884                                     | après 1901     | Joseph de Champeaux de la Boulaye |           |         |
| mars 1989                                | mars 2008      | Jacques Maribas                   |           |         |
| mars 2008                                | mars 2020      | Pierre Labruyère                  |           |         |
| mars 2020                                | en cours       | Andrée Ménarguez                  |           |         |
| Les données manquantes sont à compléter. |                |                                   |           |         |

## Démographie
L'évolution du nombre d'habitants est connue à travers les recensements de la population effectués dans la commune depuis 1793. Pour les communes de moins de 10 000 habitants, une enquête de recensement portant sur toute la population est réalisée tous les cinq ans, les populations de référence des années intermédiaires étant quant à elles estimées par interpolation ou extrapolation. Pour la commune, le premier recensement exhaustif entrant dans le cadre du nouveau dispositif a été réalisé en 2008.

En 2022, la commune comptait 503 habitants, en évolution de +3,71 % par rapport à 2016 (Saône-et-Loire : −1,06 %, France hors Mayotte : +2,11 %).
| 1793 | 1800 | 1806 | 1821 | 1831 | 1836 | 1841 | 1846 | 1851 |
| ---- | ---- | ---- | ---- | ---- | ---- | ---- | ---- | ---- |
| 468  | 436  | 376  | 459  | 507  | 463  | 481  | 540  | 583  |

| 1856 | 1861 | 1866 | 1872  | 1876 | 1881  | 1886  | 1891  | 1896  |
| ---- | ---- | ---- | ----- | ---- | ----- | ----- | ----- | ----- |
| 606  | 629  | 864  | 1 005 | 978  | 1 088 | 1 063 | 1 099 | 1 028 |

| 1901 | 1906 | 1911 | 1921 | 1926 | 1931 | 1936 | 1946 | 1954 |
| ---- | ---- | ---- | ---- | ---- | ---- | ---- | ---- | ---- |
| 986  | 855  | 824  | 723  | 638  | 567  | 543  | 568  | 514  |

| 1962 | 1968 | 1975 | 1982 | 1990 | 1999 | 2006 | 2008 | 2013 |
| ---- | ---- | ---- | ---- | ---- | ---- | ---- | ---- | ---- |
| 470  | 428  | 411  | 447  | 509  | 520  | 519  | 520  | 488  |

| 2018 | 2022 | - | - | - | - | - | - | - |
| ---- | ---- | - | - | - | - | - | - | - |
| 504  | 503  | - | - | - | - | - | - | - |

## Lieux et monuments

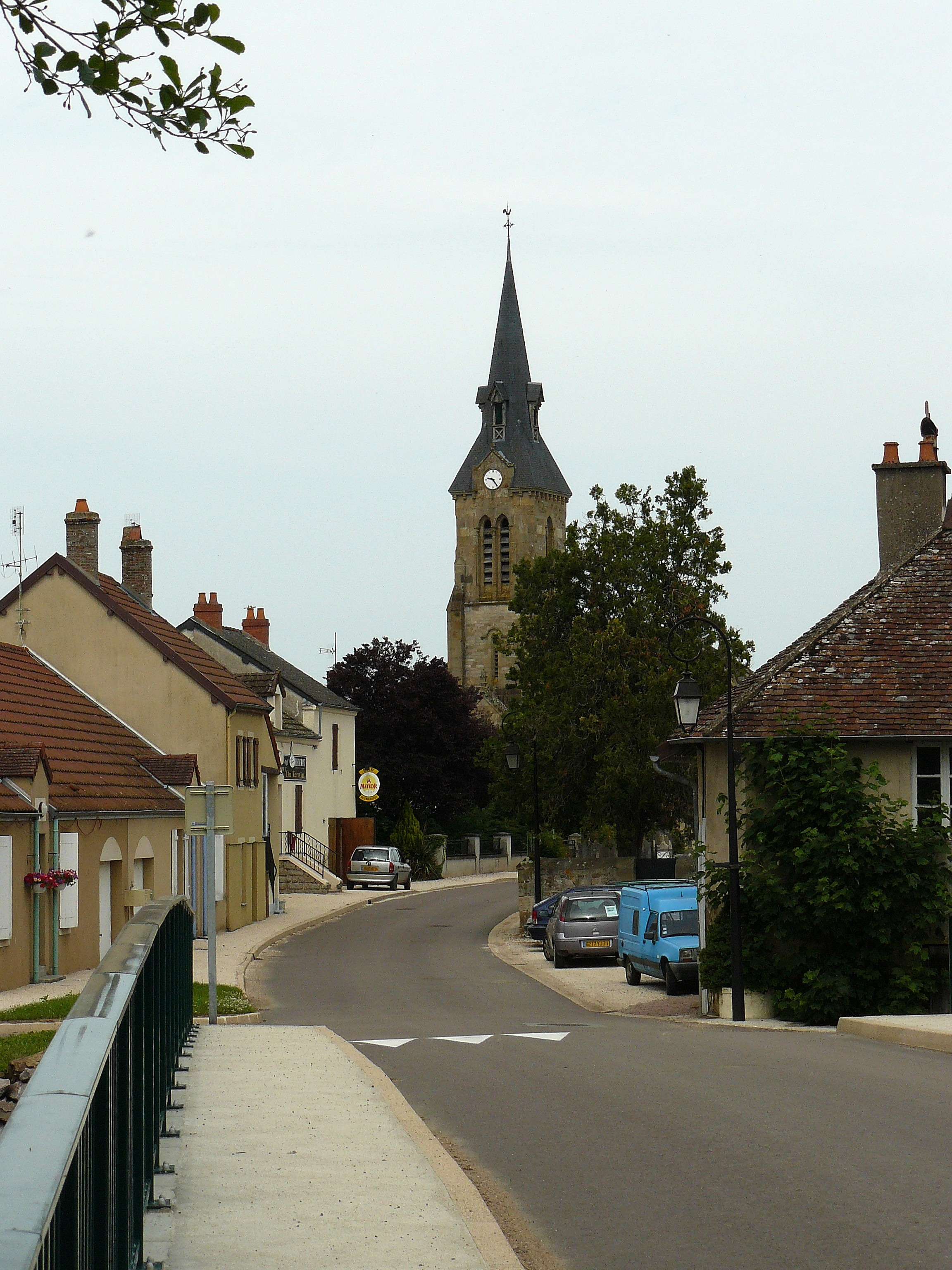
Tavernay depuis le pont sur le Ternin.

Outre son église, Tavernay possède quelques belles demeures, toutes propriétés privées :
- Morcoux, château XVIIe, bâti sur l'emplacement d'une antique maison forte ;
- La Cour de Sommant, belle maison du début du XIXe siècle, également bâtie sur fondations beaucoup plus anciennes ;
- Les Panneaux, construction remontant probablement au XVIIe ou XVIIIe siècle, sur une maison forte attestée au XIIIe siècle ;
- Varolles, château construit sur une maison forte du XIIIe siècle ;
- Chambois, propriété du XVIIIe siècle ;
- Château de la Comaille ;
- Les vestiges miniers liés à l'exploitation de la houille et du schiste bitumineux[1],[2],[3].

Vestiges des mines de schiste bitumineux et de houille
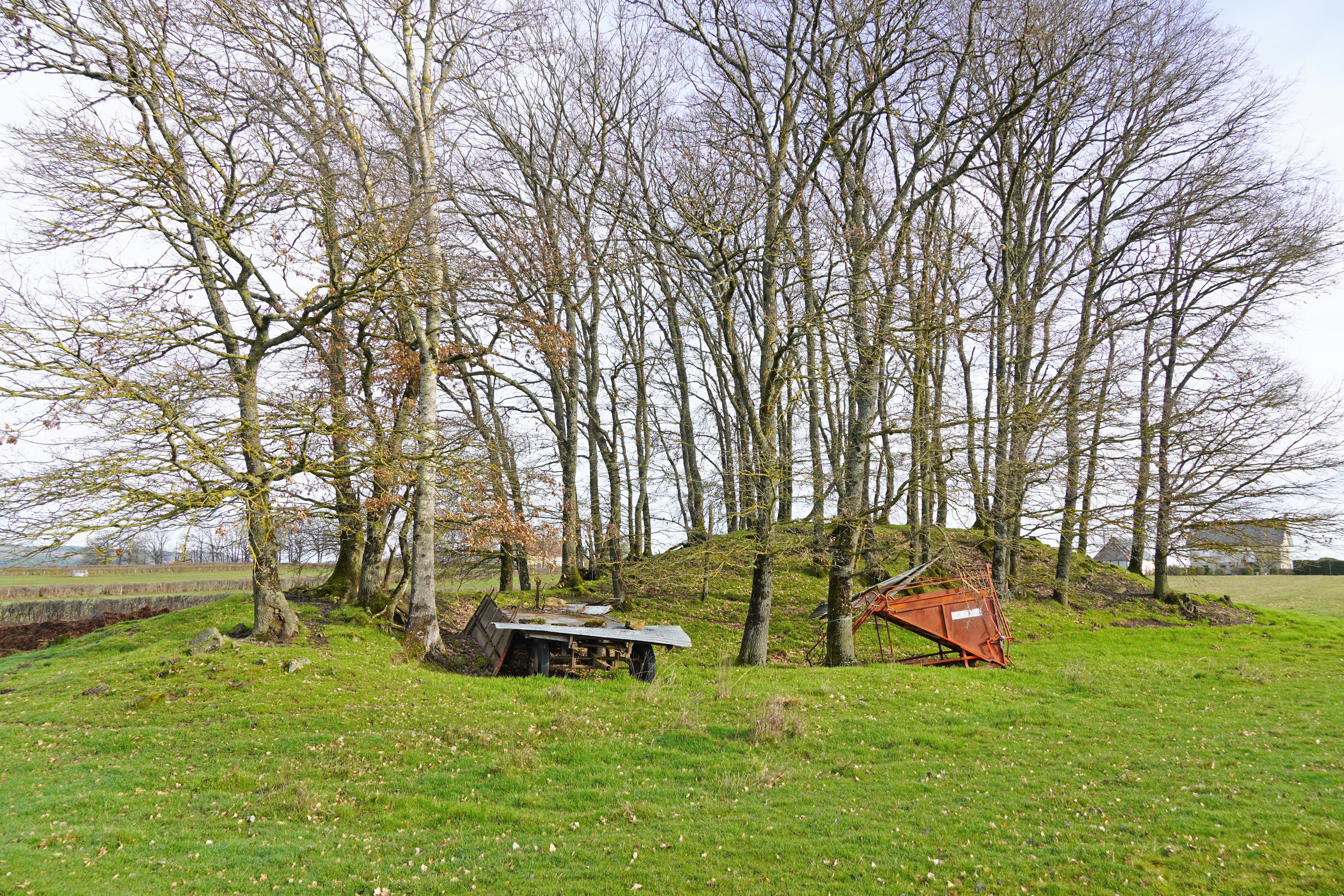
Le terril du puits no 5 de Chambois.
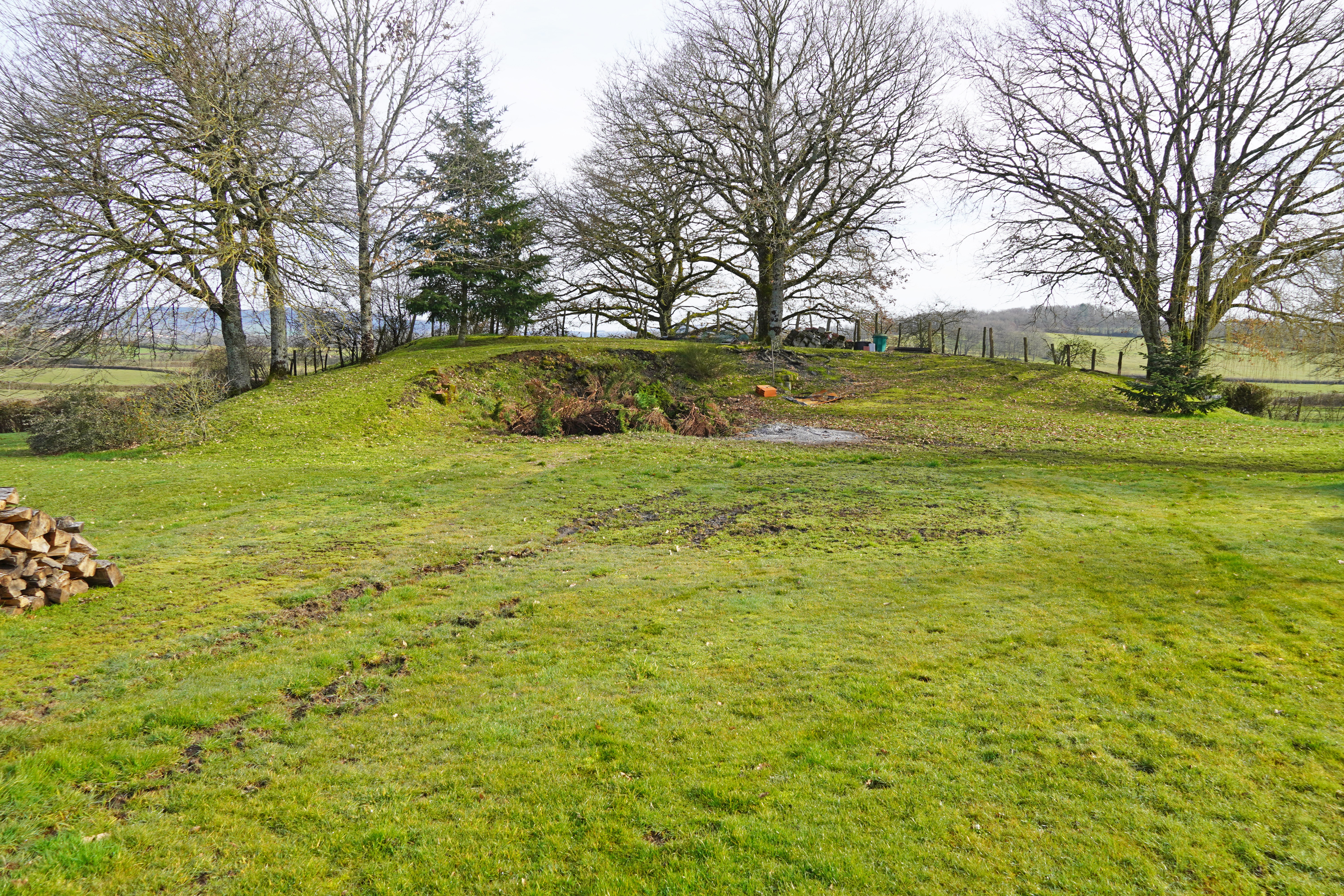
Le terril du puits Saint-Georges de Chambois.
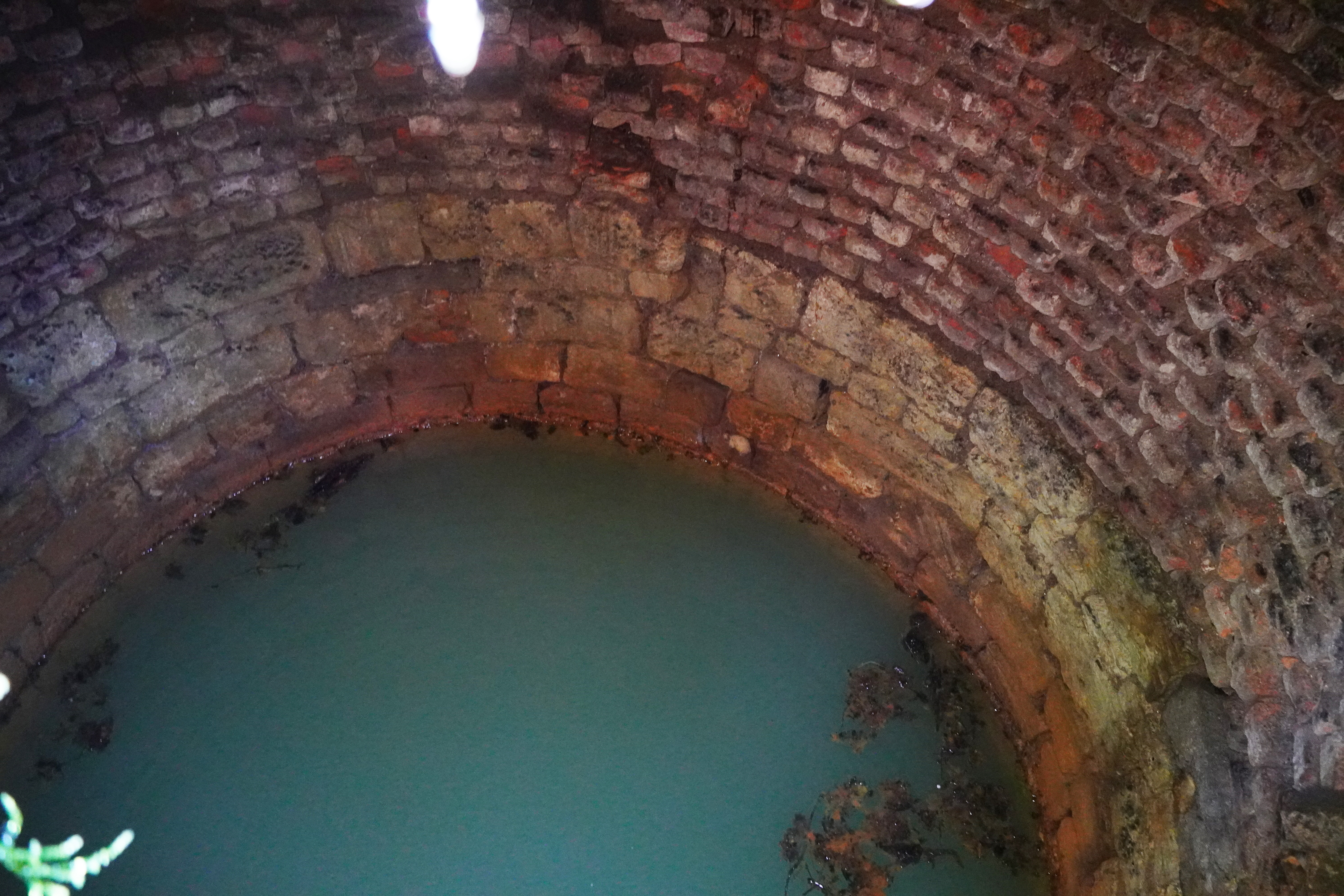
Le puits d'Esterno du Bois Saint-Romain.

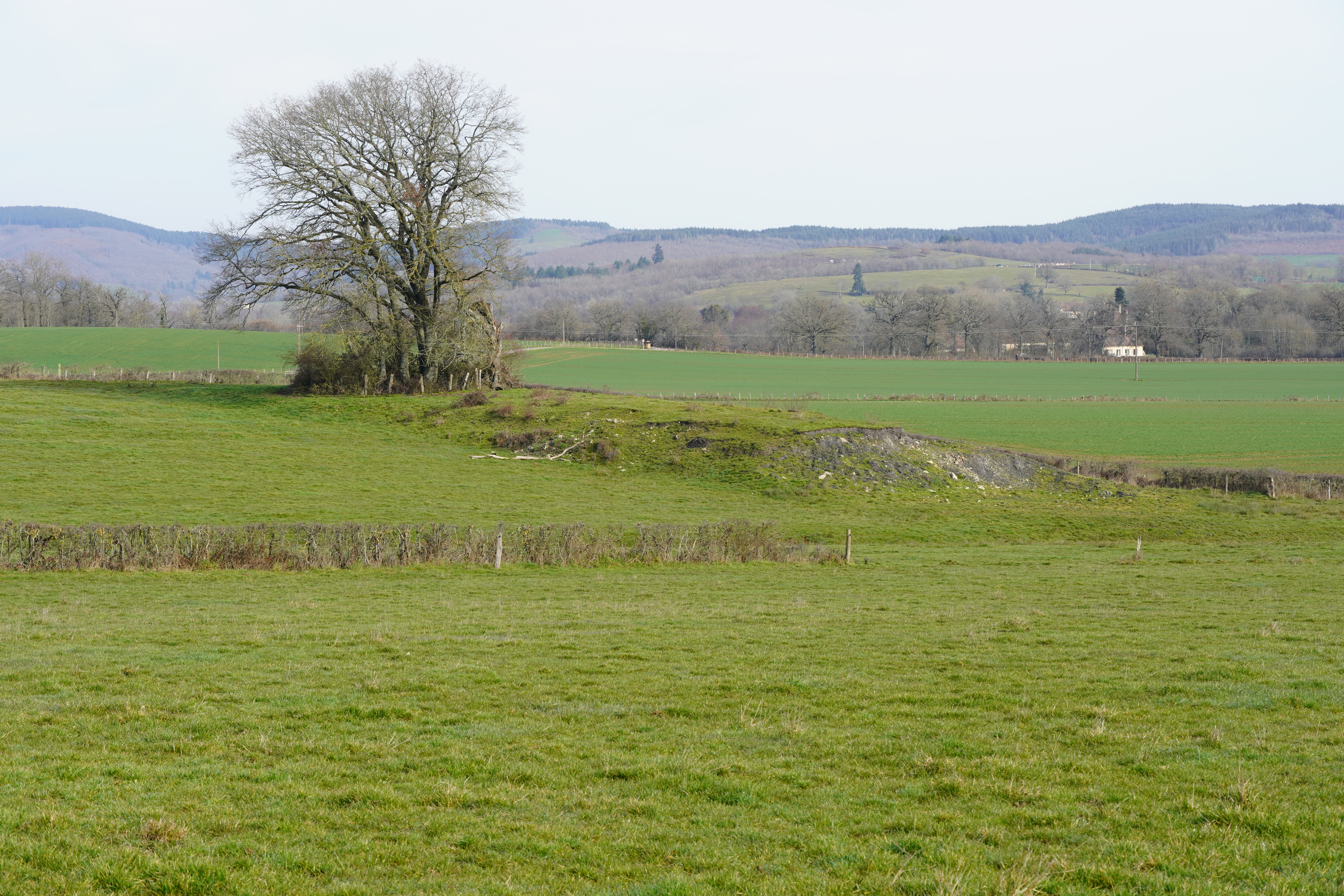
Le terril du puits Guilloux du Bois Saint-Romain.
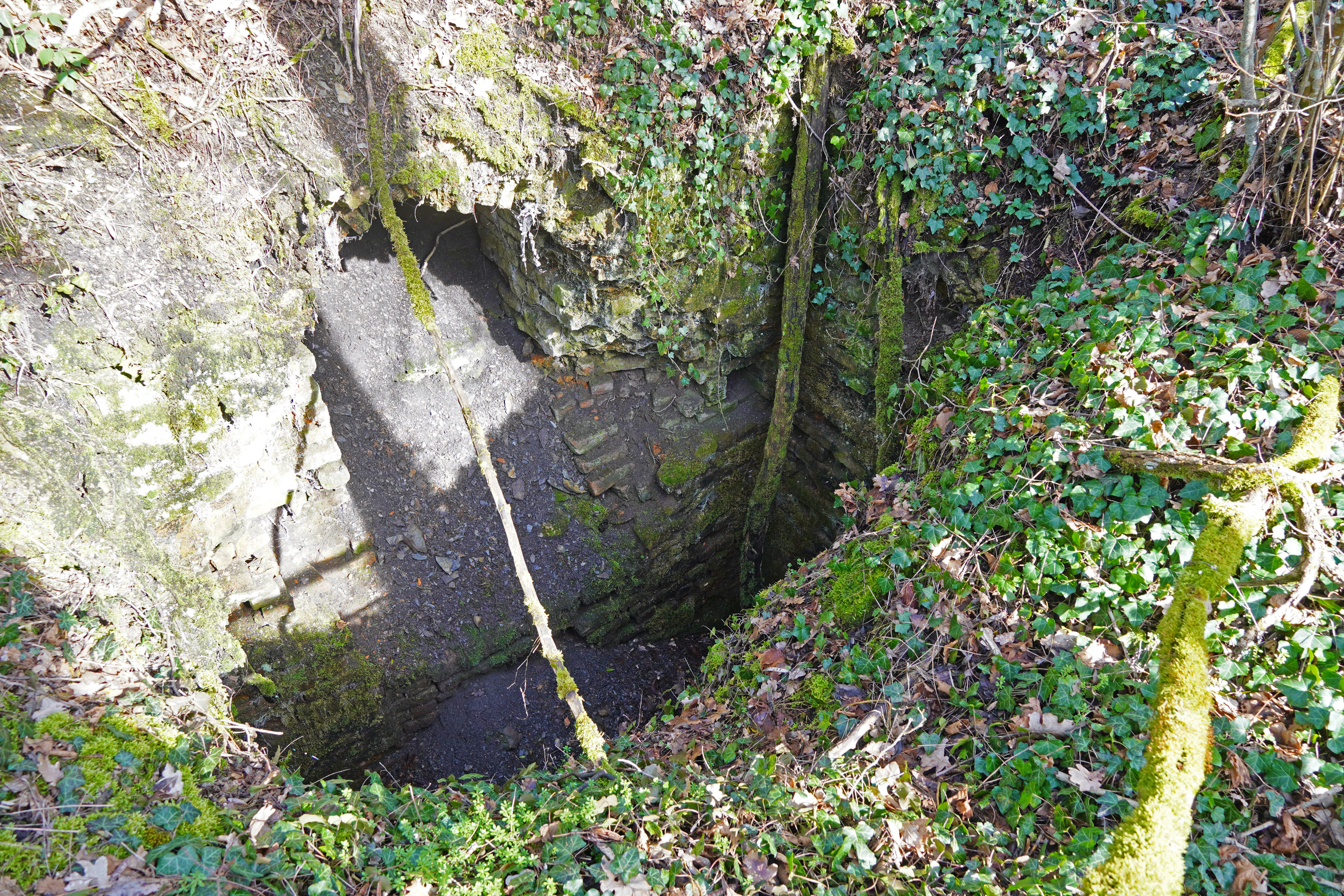
Le puits du Pré Renaud.
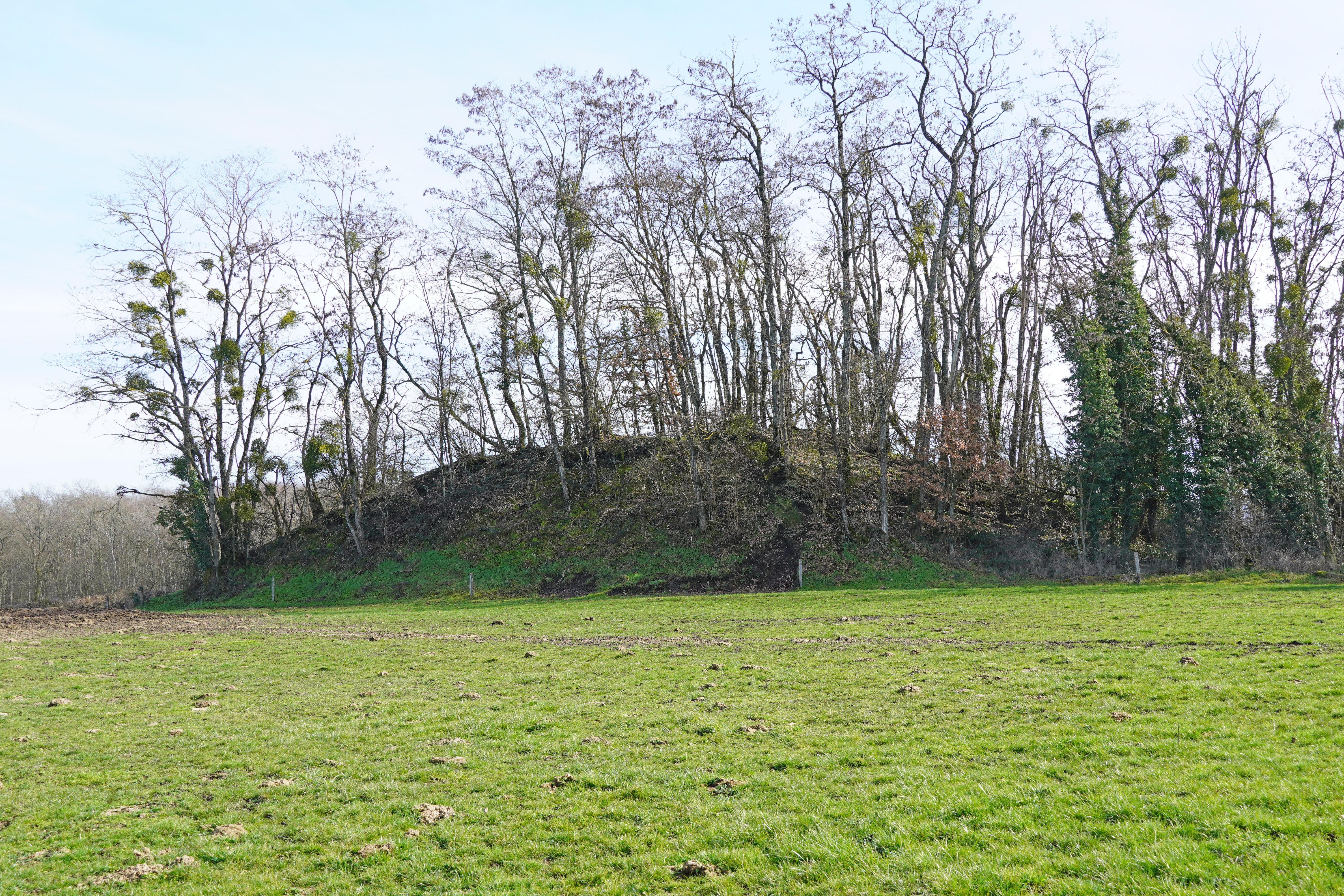
Le terril du puits du Pré Renaud.

## Personnalités liées à la commune
- Jean Roidot-Déléage, né à Tavernay le 23 septembre 1794, décédé à Autun le 22 septembre 1878, est un entomologiste, botaniste et archéologue français qui a laissé des relevés très précis sur Autun et ses environs.

## Pour approfondir